# 화창초등학교
화창초등학교는 대한민국 경기도 안양시 만안구에 있는 공립 초등학교이다.

## 학교 연혁
- 2004.01.05 화창초등학교 설치인가
- 2005.03.01 초대 윤석문 교장 부임
- 2005.03.01 석수, 삼성초등학교에서 분리 개교
- 2005.03.01 초등학교 24학급, 병설유치원 1학급 편성
- 2008.02.17 어학실 개관
- 2009.01.10 과학실 리모델링 및 실습실 개선
- 2009.11.02 돌봄교실 개소식
- 2010.12.01 도래샘 도서관 리모델링 개관식